# 維特爾波大學
維特爾波大學（Viterbo University）是位於美國威斯康星州拉克罗斯的一所羅馬天主教文理学院，成立於1890年。2015年《美國新聞與世界報道》在“中西部地區大學”排名中將其列在第109位。